# Formation de Cloverly
La formation de Cloverly est une formation géologique datant du Crétacé inférieur (Aptien et Albien) située dans les États du Montana et du Wyoming aux États-Unis.

## Lithologie
La formation de Cloverly est constituée de roches sédimentaires, des calcaires fins de type mudstone et des roches détritiques (grès et conglomérats). Ces sédiments se sont déposés dans un environnement de plaine alluviale ; ils renferment de nombreux fossiles dont une grande variété de dinosaures.

## Datation
La datation classique de la formation de Cloverly, par datation par les traces de fission, donne un intervalle de temps à cheval sur les deux derniers étages du Crétacé inférieur, l'Aptien et l'Albien. Elle est datée entre 115 ± 10 et 108,5 ± 0,2 Ma (millions d'années),.
Cependant, en 2019, des premiers résultats par datations par l'uranium-plomb obtenues par spectrométrie de masse à plasma à couplage inductif et spectrométrie de masse par ionisation chimique sur des zircons et de la bentonite ont fourni des valeurs très différentes, indiquant une durée possible de dépôt beaucoup plus étendue, entre 140 et 98 Ma, soit entre le Valanginien et le Cénomanien.

## Paléofaune de vertébrés
Les vertébrés fossiles découverts sont des dinosaures : Deinonychus, Microvenator, Tenontosaurus, Zephyrosaurus, Rugocaudia et Sauropelta, ainsi que des restes fragmentaires de titanosaures et d'ornithomimidés, et des œufs de dinosaures. La faune de vertébrés se complète de tortues, de poissons, de reptiles et de mammifères.

### Requins et raies
| Myliobatiformes        | Myliobatiformes            | Myliobatiformes      | Myliobatiformes    | Myliobatiformes |
| Espèce                 | Âge                        | Localisation         | Description        | Images          |
| ---------------------- | -------------------------- | -------------------- | ------------------ | --------------- |
| - Pseudohypolophus sp. | Crétacé inférieur (Albien) | États-Unis (Montana) | Myliobatidé (raie) |                 |

| Hybodontiformes | Hybodontiformes            | Hybodontiformes      | Hybodontiformes      | Hybodontiformes |
| Espèce          | Âge                        | Localisation         | Description          | Images          |
| --------------- | -------------------------- | -------------------- | -------------------- | --------------- |
| - Hybodus sp.   | Crétacé inférieur (Albien) | États-Unis (Montana) | Hybodontidé (requin) |                 |

### Poissons à nageoires charnues
| Ceratodontiformes    | Ceratodontiformes          | Ceratodontiformes    | Ceratodontiformes   | Ceratodontiformes |
| Espèce               | Âge                        | Localisation         | Description         | Images            |
| -------------------- | -------------------------- | -------------------- | ------------------- | ----------------- |
| - Ceratodus sp.      | Crétacé inférieur (Albien) | États-Unis (Wyoming) | Ptychoceratodontidé |                   |
| - Ceratodus frazieri | Crétacé inférieur (Albien) | États-Unis (Wyoming) | Ptychoceratodontidé |                   |

### Reptiles
| Tortue                 | Tortue                     | Tortue                        | Tortue         | Tortue |
| Espèce                 | Âge                        | Localisation                  | Description    | Images |
| ---------------------- | -------------------------- | ----------------------------- | -------------- | ------ |
| - Glyptops pervicax    | Crétacé inférieur (Albien) | États-Unis (Wyoming)          | Pleurosternidé |        |
| - Glyptops sp.         | Crétacé inférieur (Albien) | États-Unis (Wyoming)          | Pleurosternidé |        |
| - Naomichelys speciosa | Crétacé inférieur (Albien) | États-Unis (Montana, Wyoming) | -              |        |
| - Naomichelys sp.      | Crétacé inférieur (Albien) | États-Unis (Montana)          | -              |        |

| Squamate                  | Squamate                   | Squamate             | Squamate                 | Squamate |
| Espèce                    | Âge                        | Localisation         | Description              | Images   |
| ------------------------- | -------------------------- | -------------------- | ------------------------ | -------- |
| - Paramacellodus keebleri | Crétacé inférieur (Albien) | États-Unis (Montana) | Paramacellodidé (lézard) |          |

### Dinosaures
| Theropode                 | Theropode                  | Theropode                     | Theropode        | Theropode |
| Espèce                    | Âge                        | Localisation                  | Description      | Images    |
| ------------------------- | -------------------------- | ----------------------------- | ---------------- | --------- |
| - Deinonychus antirrhopus | Crétacé inférieur (Albien) | États-Unis (Montana, Wyoming) | Dromaeosauridé   |           |
| - Deinonychus sp.         | Crétacé inférieur (Albien) | États-Unis (Montana, Wyoming) | Dromaeosauridé   |           |
| - Microvenator celer      | Crétacé inférieur (Albien) | États-Unis (Montana, Wyoming) | Oviraptorosauria |           |
| - Microvenator sp.        | Crétacé inférieur (Albien) | États-Unis (Montana)          | Oviraptorosauria |           |

| Ankylosauria                 | Ankylosauria               | Ankylosauria                  | Ankylosauria  | Ankylosauria |
| Espèce                       | Âge                        | Localisation                  | Description   | Images       |
| ---------------------------- | -------------------------- | ----------------------------- | ------------- | ------------ |
| - Sauropelta edwardsi        | Crétacé inférieur (Albien) | États-Unis (Montana, Wyoming) | Nodosauridé   |              |
| - Sauropelta sp.             | Crétacé inférieur (Albien) | États-Unis (Montana, Wyoming) | Nodosauridé   |              |
| - Tatankacephalus cooneyorum | Crétacé inférieur (Albien) | États-Unis (Montana)          | Ankylosauridé |              |

| Ornithopode              | Ornithopode                | Ornithopode                   | Ornithopode        | Ornithopode |  |
| Espèce                   | Âge                        | Localisation                  | Description        | Images      |  |
| ------------------------ | -------------------------- | ----------------------------- | ------------------ | ----------- |  |
| - Tenontosaurus tilletti | Crétacé inférieur (Albien) | États-Unis (Montana, Wyoming) | Iguanodontia       |             |  |
| - Tenontosaurus sp.      | Crétacé inférieur (Albien) | États-Unis (Montana, Wyoming) | Iguanodontia       |             |  |
| - Zephyrosaurus schaffi  | Crétacé inférieur (Albien) | États-Unis (Montana)          | Hypsilophodontidae |             |  |

| Cératopsien           | Cératopsien                | Cératopsien          | Cératopsien   | Cératopsien |
| Espèce                | Âge                        | Localisation         | Description   | Images      |
| --------------------- | -------------------------- | -------------------- | ------------- | ----------- |
| - Aquilops americanus | Crétacé inférieur (Albien) | États-Unis (Montana) | Neoceratopsia |             |

### Mammifères
| Trituberculata              | Trituberculata             | Trituberculata       | Trituberculata | Trituberculata |
| Espèce                      | Âge                        | Localisation         | Description    | Images         |
| --------------------------- | -------------------------- | -------------------- | -------------- | -------------- |
| - Montanalestes keeblerorum | Crétacé inférieur (Albien) | États-Unis (Montana) | -              |                |

| Triconodonta               | Triconodonta               | Triconodonta         | Triconodonta    | Triconodonta |
| Espèce                     | Âge                        | Localisation         | Description     | Images       |
| -------------------------- | -------------------------- | -------------------- | --------------- | ------------ |
| - Corviconodon montanensis | Crétacé inférieur (Albien) | États-Unis (Montana) | Triconodontidé  |              |
| - Gobiconodon ostromi      | Crétacé inférieur (Albien) | États-Unis (Montana) | Gobiconodontidé |              |